# Mexidracon longimanus
Mexidracon longimanus ("dragón mexicano de manos largas") es la única especie conocida del género extinto Mexidracon, un dinosaurio terópodo ornitomímido de la Formación Cerro del Pueblo del Cretácico superior de Coahuila, México. Es conocido a partir de un esqueleto parcial. Mexidracon es el segundo ornitomimosaurio de esta formación que recibe nombre, después del deinoquéirido Paraxenisaurus en 2020.

## Descubrimiento y denominación
El espécimen holotipo de Mexidracon, BENC 32/2-0001, fue descubierto por Claudio de León-Dávila en 2014 en la localidad 'Loma Prieta' de la Formación Cerro del Pueblo (Grupo Difunta) cerca del pueblo de Porvenir de Jalpa en el Municipio de General Cepeda, Coahuila, México. El espécimen está parcialmente articulado y consta de vértebras dorsales, sacras y caudales, chevrones, una extremidad anterior izquierda parcial (húmero y metacarpianos I-III), las cinturas pélvicas parciales y extremidades posteriores parciales (fémur y tibia izquierdos completos, fémur y tibia derechos parciales), un peroné proximal parcial, los tarsianos distales 3 y 4, los metatarsianos izquierdos II-IV y cuatro huesos de los dedos del pie).
En 2025, Serrano-Brañas et al. describieron a Mexidracon longimanus como un nuevo género y especie de dinosaurios ornitomímidos basándose en estos restos fósiles. El nombre genérico, Mexidracon, combina el sufijo "Mexi-", en referencia al descubrimiento del taxón en México, con el sufijo "-dracon", derivado de la palabra griega drakōn, que significa "dragón" o "serpiente". El nombre específico, longimanus, se deriva de raíces latinas que significan "mano larga", en referencia a las manos sorprendentemente alargadas que se observan en este taxón.